# Defensieve Dijk
De Defensieve Dijk is een linie die de grens vormt tussen de provincies Oost-Vlaanderen (Melsele) en Antwerpen (Zwijndrecht).
Deze liniedijk liep van Fort Sint-Marie naar het Fort van Zwijndrecht. De opgraving van de aarde voor de dijk leidde tot de vorming van een liniegracht: het Lange Eind. De linie, aangelegd in 1870-1880, kende twee lunetten: de Put van Fien en de Halve Maan.
De dijk werd begin jaren '80 van de 20e eeuw doorsneden door de expresweg en latere autoweg A11.
Het zuidelijk deel van de dijk (met het lunet Halve Maan) is geklasseerd als beschermd landschap. De gehele dijk is toegankelijk voor voetgangers en het zuidelijk deel ook voor fietsers.